# Neuhofen im Innkreis
Neuhofen im Innkreis osztrák község Felső-Ausztria Riedi járásában. 2022 januárjában 2498 lakosa volt.

## Elhelyezkedése

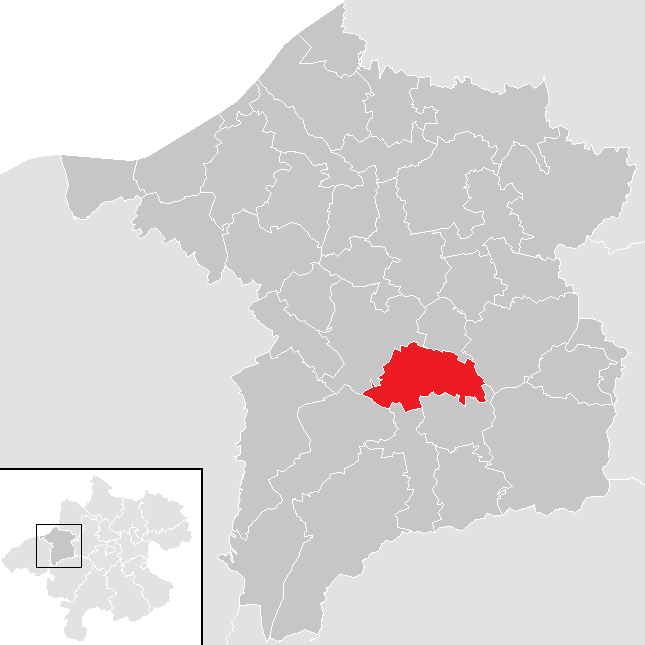
Neuhofen im Innkreis a Ried im Innkreis-i járásban

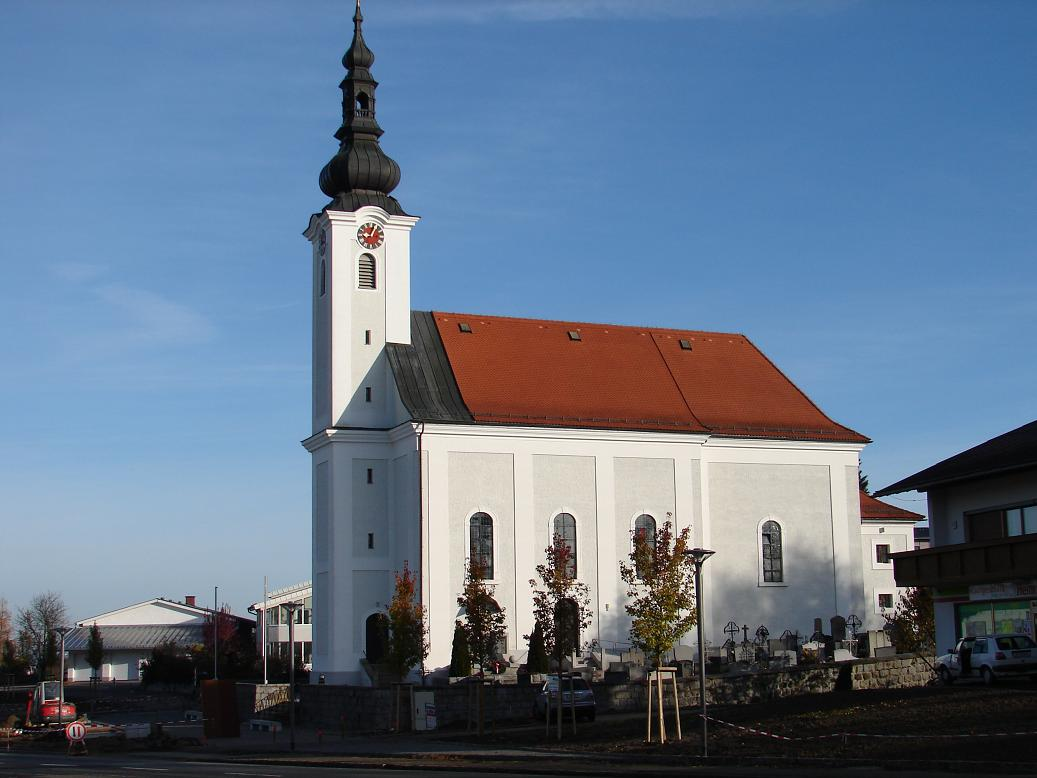
A Szt. Miklós-plébániatemplom

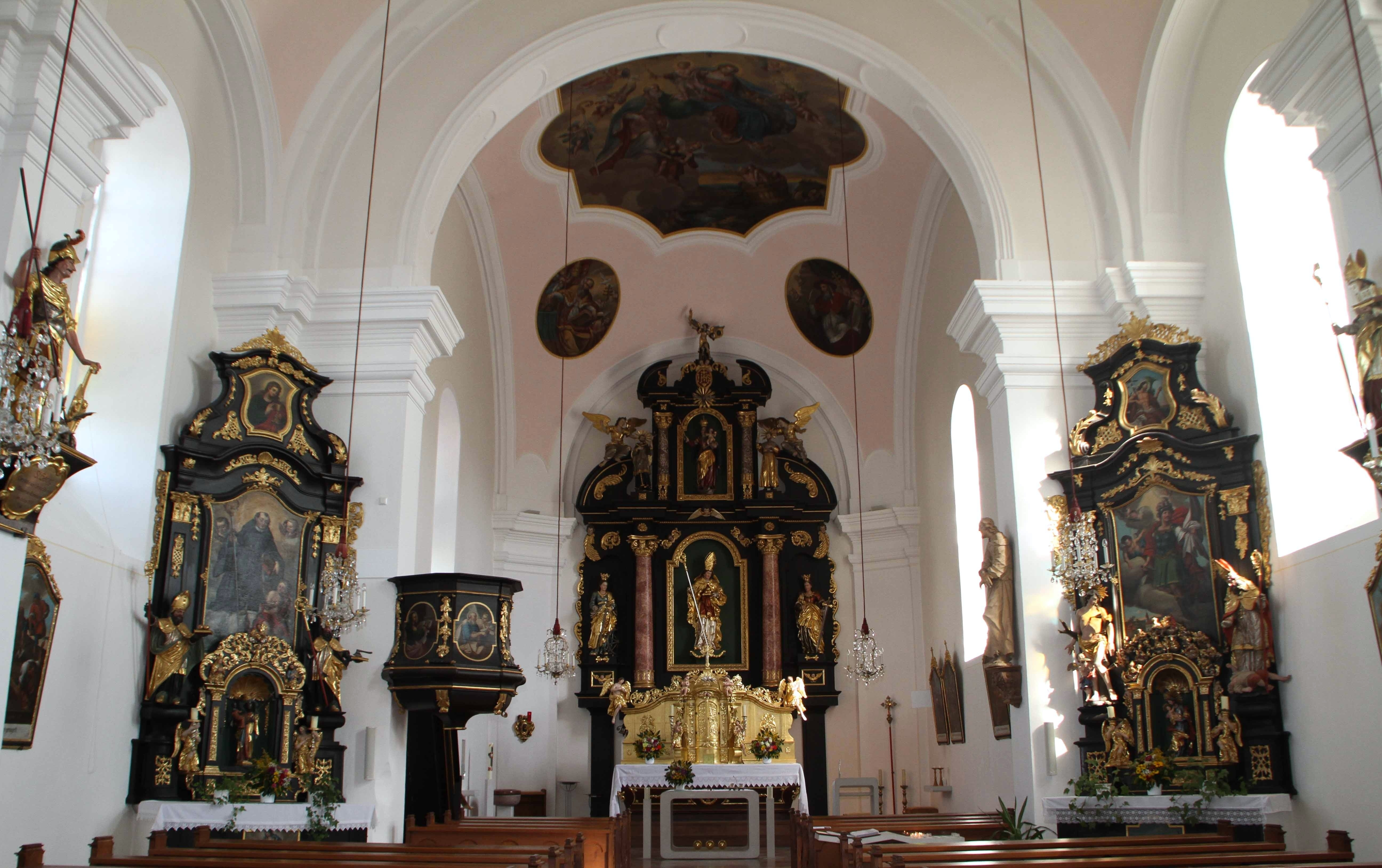
A templom belső tere

Neuhofen im Innkreis a tartomány Innviertel régiójában fekszik, az Innvierteli-dombságon, az Oberach folyó mentén. Területének 11,2%-a erdő, 77,2% áll mezőgazdasági művelés alatt. Az önkormányzat 19 települést és településrészt egyesít: Auleiten (166 lakos 2022-ben), Baumbach (226), Baumgarten (15), Bergetsedt (27), Gobrechtsham (233), Grillnau (106), Hauping (33), Holzleiten (34), Hörzing (19), Kohlhof (41), Langstraß (520), Leinberg (22), Neuhofen im Innkreis (775), Niederbrunn (33), Oberleinberg (6), Ponneredt (108), Rettenbrunn (17), Spießberg (107) és Wiesen (10).
A környező önkormányzatok: északra Ried im Innkreis, keletre Hohenzell, délkeletre Pattigham, délre Schildorn, délnyugatra Lohnsburg am Kobernaußerwald, északnyugatra Mehrnbach.

## Története
Neuhofent 1140-ben említik először, a reichersbergi apátság egyik oklevelében szereplő Hainricus de Nuinhouen nevében. A régió 1779-ig Bajorországhoz tartozott; ekkor a bajor örökösödési háborút lezáró tescheni béke Ausztriának ítélte az Innviertelt. A napóleoni háborúk alatt a falu rövid időre visszatért a francia bábállam Bajországhoz, de 1816 után végleg Ausztriáé lett.
Az 1938-as Anschluss után a települést a Harmadik Birodalom Oberdonaui gaujába sorolták be. 1944 novemberében amerikai bombázók bombákat dobtak egy német hadoszlopra, amelyek eltévesztették a célpontot, de a falu templomát, polgármesteri hivatalát és számos épületet megrongáltak. A második világháborút követően Neuhofen visszatért Felső-Ausztriához.

## Lakosság
A Neuhofen im Innkreis-i önkormányzat területén 2021 januárjában 2498 fő élt. A lakosságszám 1961 óta gyarapodó tendenciát mutat. 2019-ben az ittlakók 92,5%-a volt osztrák állampolgár; a külföldiek közül 2% a régi (2004 előtti), 2,2% az új EU-tagállamokból érkezett. 2,6% az egykori Jugoszlávia (Szlovénia és Horvátország nélkül) vagy Törökország, 0,7% egyéb országok polgára volt. 2001-ben a lakosok 92,7%-a római katolikusnak, 1,6% mohamedánnak, 4% pedig felekezeten kívülinek vallotta magát. Ugyanekkor 3 magyar élt a községben; a legnagyobb nemzetiségi csoportot a németek (97,3%) mellett a törökök alkották 1,3%-kal.
A népesség változása:

| 2016 | 2 358 |
| 2018 | 2 408 |

## Látnivalók
- a Szt. Miklós-plébániatemplom

## Fordítás
- Ez a szócikk részben vagy egészben  a   Neuhofen im Innkreis című német Wikipédia-szócikk ezen változatának fordításán alapul.  Az eredeti cikk szerkesztőit annak laptörténete sorolja fel. Ez a jelzés csupán a megfogalmazás eredetét és a szerzői jogokat jelzi, nem szolgál a cikkben szereplő információk forrásmegjelöléseként.